# Ján Kozák
Ján Kozák (* 22. dubna 1980, Košice) je bývalý slovenský fotbalový záložník a reprezentant, naposledy působící v rakouském celku SV Stripfing. Účastník Mistrovství světa 2010 v Jihoafrické republice. Mimo Slovensko působil jako hráč na klubové úrovni v Belgii, Česku, Rumunsku, Řecku, Uzbekistánu, Rakousku a ve Velká Británie (Anglii). V současnosti je trenér, od května 2024 bez angažmá. Jedná se o syna bývalého československého fotbalového reprezentanta z 80. let a trenéra Jána Kozáka, jeho synovec Filip Lesniak je fotbalistou. Po skončení hráčské kariéry se zároveň věnoval footgolfu. Na mistrovství světa ve footgolfu v lednu 2016 v Argentině získal bronzovou medaili v kategorii jednotlivců.

## Hráčská kariéra
Svoji fotbalovou kariéru začal v Lokomotívě Košice, odkud v žácích přestoupil k městskému rivalovi klubu 1. FC Košice. V průběhu sezony 1996/1997 debutoval v seniorském týmu Košic. Na jaře 1998 s celkem získal ligový titul. V roce 1999 zamířil poprvé do zahraničí a hostoval v belgickém týmu KSC Lokeren. Následně se vrátil do 1. FC. V létě 2000 přestoupil do Česka, konkrétně do Slavie Praha, kde během dvou ročníků nastoupil ve 13  ligových zápasech, další starty přidal v pohárové Evropě. Před sezónou 2002/2003 se mohl stát novou posilou dalšího pražského mužstva Bohemians 1905, ale z přestupu sešlo. Kozák se poté vrátil do Košic.

### FC Artmedia Petržalka
V létě 2003 odešel do bratislavské Artmedie Petržalka. Na jaře 2004 s celkem vybojoval slovenský pohár. V ročníku 2004/2005 zde získal ligový primát. Byl rovněž součástí týmu vedeného trenérem Vladimírem Weissem, jenž se po postupu přes Celtic FC ze Skotska a srbské mužstvo FK Partizan z Bělehradu kvalifikoval do hlavní fáze Ligy mistrů UEFA 2005/06. S Petržalkou byl zařazen do skupiny H, kde v konfrontaci s kluby FC Inter Milán (Itálie), FC Porto (Portugalsko) a Glasgow Rangers (Skotsko) skončil na třetím místě a postoupil do vyřazovací fáze Poháru UEFA 2005/06. V pohárové Evropě Kozák zaznamenal dva góly, v obou případech vyrovnávající branky na 2:2 proti Portu (prohra 2:3) a Glasgow Rangers V evropských pohárech se s Artmedií představil i v dalších sezónách. V roce 2008 o něj projevil zájem řecký klub PAOK Soluň a tým VfL Bochum z Německa, nicméně hráč zůstal v Bratislavě, kde v tomtéž roce vyhrál tzv. „double“ (vítězství v lize i poháru). V posledním ligovém zápase na stadionu Petržalky vstřelil Kozák vítězný gól na 2:1 v nastaveném čase proti Spartaku Trnava, z přímého kopu ze vzdálenosti cca 18 metrů trefil přesně k levé tyči. Artmedia se tímto zápasem loučila se starým stadionem a zároveň slavila již zmíněny zisk „double“. Za Petržalku odehrál v lize celkem 160 střetnutí, v nichž dal 40 branek.

### West Bromwich Albion FC
Během svého působení v Artmedii byl poslán v jarní části sezóny 2005/2006 na hostování do anglického mužstva West Bromwich Albion FC. V Barclays Premier League debutoval 4. února 2006 proti Blackburnu Rovers, když v 86. minutě střídal na hřišti Geoffa Horsfielda, zápas skončil vítězstvím domácího WBA 2:0. Celkem nastoupil v šesti  ligových utkáních, poté se trenér WBA Bryan Robson rozhodl neprodloužit Kozákovo hostování v anglickém klubu.

### ŠK Slovan Bratislava
V lednu 2009 přestoupil z Artmedie do konkurenčního Slovanu Bratislava, stal se tak po Jurajovi Halenárovi, Branislavovi Obežrovi a Radkovi Dosoudilovi čtvrtým hráčem, jenž v průběhu sezóny přestoupil z Petržalky do Slovanu. I přes rivalitu bratislavských klubů svého přestupu nelitoval. V dresu Slovanu získal na jaře 2009 ligový titul. 5. července 2009 navíc s "belasými" triumfoval v utkání s Košicemi (výhra 2:0) ve Slovenském Superpoháru. V jarní části ročníku 2009/2010 s ním však vedení Slovanu přestalo počítat. Během roku odehrál v lize 21 střetnutí a dal tři góly, dalších pět startů si připsal v předkolech evropských pohárů.

### FC Temešvár
5. února 2010 podepsal dvouletou smlouvu s rumunským klubem FC Temešvár, kde se stal spoluhráčem slovenských hráčů Miloše Brezinského a Mariána Čišovského. S týmem trenéra Ovidia Sabaua se připravoval na jarní část rumunské ligy v Turecku. Na jaře 2010 nastoupil k 11 zápasům v nichž jednou skóroval. V létě 2010 v týmu předčasně skončil.

### Další angažmá
Následně působil v řeckém týmu AE Larisa 1964 a po půl roce bez angažmá v uzbeckém mužstvu PFK Bunjodkor, se kterým se představil v základní skupině E Ligy mistrů AFC 2012, kde s Bunjodkorem skončil v konfrontaci s celky Adelaide United FC (Austrálie), Pohang Steelers (Jižní Korea) a Gamba Ósaka (Japonsko) na druhém místě a postoupil s ním do vyřazovací části, kde se s PFK dostal přes jihokorejský klub Seongnam FC a tým Adelaide United FC do semifinále, kde vypadl s mužstvem Ulsan Hyundai FC z Jižní Koreje. Následně rok nikde nehrál a poté odešel do rakouské regionální ligy do mužstva DSG Union Perg. Debutoval 28. března 2014 v utkání s klubem UFC Rohrbach/Berg (výhra 2:0). V létě 2014 z Pergu odešel. Zůstal však v Rakousku a dohodl se na angažmá s týmem SV Stripfing, kde v lednu 2015 ukončil svoji hráčskou kariéru.

## Klubové statistiky
Aktuální k 17. březnu 2021
| Sezona    | Klub                            | Soutěž          | Zápasy | Góly |
| --------- | ------------------------------- | --------------- | ------ | ---- |
| 1997/1998 | 1. FC Košice                    | Mars superliga  | 3      | 0    |
| 1998/1999 | 1. FC Košice                    | Mars superliga  | 3      | 0    |
| 1998/1999 | KSC Lokeren (host.)             | Jupiler PL      | 1      | 0    |
| 1999/2000 | KSC Lokeren (host.)             | Jupiler PL      | 4      | 0    |
| 1999/2000 | 1. FC Košice                    | Mars superliga  | 10     | 6    |
| 2000/2001 | SK Slavia Praha                 | Gambrinus liga  | 3      | 0    |
| 2001/2002 | SK Slavia Praha                 | Gambrinus liga  | 10     | 0    |
| 2002/2003 | 1. FC Košice                    | 1. liga         | 34     | 6    |
| 2003/2004 | FC Artmedia Petržalka           | Corgoň liga     | 33     | 5    |
| 2004/2005 | FC Artmedia Bratislava          | Corgoň liga     | 34     | 7    |
| 2005/2006 | FC Artmedia Bratislava          | 1. liga         | 17     | 6    |
| 2005/2006 | West Bromwich Albion FC (host.) | Premier League  | 6      | 0    |
| 2006/2007 | FC Artmedia Bratislava          | Corgoň liga     | 30     | 4    |
| 2007/2008 | FC Artmedia Petržalka           | Corgoň liga     | 31     | 11   |
| 2008/2009 | FC Artmedia Petržalka           | Corgoň liga     | 15     | 7    |
| 2008/2009 | ŠK Slovan Bratislava            | Corgoň liga     | 14     | 2    |
| 2009/2010 | ŠK Slovan Bratislava            | Corgoň liga     | 16     | 1    |
| 2009/2010 | FC Temešvár                     | Liga I          | 10     | 1    |
| 2010/2011 | FC Temešvár                     | Liga I          | 0      | 0    |
| 2010/2011 | AE Larisa 1964                  | Superliga       | 3      | 0    |
| 2012      | PFK Bunjodkor                   | Super League    | 21     | 5    |
| 2013/2014 | DSG Union Perg                  | Regionální liga | 4      | 1    |
| 2014/2015 | SV Stripfing                    | Regionální liga | 10     | 3    |

## Reprezentační kariéra
Ve slovenské seniorské reprezentaci debutoval 30. listopadu 2004 na turnaji v Thajsku v utkání proti Maďarsku (výhra Slovenska 1:0). Kozák nastoupil v základní sestavě a hrál do 60. minuty.
Celkem odehrál v letech 2004–2010 25 zápasů a vstřelil dva góly (oba proti San Marinu během kvalifikace na Mistrovství světa 2010).

### Mistrovství světa 2010
Ján Kozák nastoupil za Slovensko na Mistrovství světa v roce 2010 v Jihoafrické republice, kde se národní tým dostal do osmifinále, v němž podlehl pozdějšímu vicemistrovi z Nizozemska. Kozák odehrál na šampionátu jediné utkání (plný počet minut), a sice druhý zápas Slovenska v základní skupině F proti reprezentaci Paraguaye (prohra 0:2).

### Reprezentační góly a zápasy
Góly Jána Kozáka za A-mužstvo Slovenska
| Gól | Datum        | Stadion                  | Soupeř     | Skóre (min.) | Výsledek | Soutěž                 |
| --- | ------------ | ------------------------ | ---------- | ------------ | -------- | ---------------------- |
| 010 | 11. 10. 2008 | Serravalle, San Marino   | San Marino | 00:2 0(39.)  | 1:3      | kvalifikace na MS 2010 |
| 02  | 06. 06. 2009 | Tehelné pole, Bratislava | San Marino | 05:0 0(42.)  | 7:0      | kvalifikace na MS 2010 |

Zápasy Jána Kozáka v A-mužstvu Slovenska 
| Rok    | Zápasy | Góly |
| ------ | ------ | ---- |
| 2004   | 1      | 0    |
| 2005   | 1      | 0    |
| 2006   | 2      | 0    |
| 2007   | 5      | 0    |
| 2008   | 6      | 1    |
| 2009   | 7      | 1    |
| 2010   | 3      | 0    |
| Celkem | 25     | 2    |

## Trenérská kariéra

### ŠK Slovan Bratislava
Po skončení hráčské kariéry se stal v srpnu 2015 trenérem rezervního mužstva Slovanu Bratislava, kde vystřídal na pozici Tibora Jančulu, který se posunul na místo asistenta. S "béčkem" neboli juniorkou působil ve druhé slovenské lize i ve třetí nejvyšší soutěži.

### A-mužstvo

#### Sezóna 2019/20
23. 7. 2019 byl pověřen vedením prvního týmu na zápasy druhého předkola Evropské ligy UEFA 2019/20 proti kosovskému klubu KF Feronikeli, tehdejší hlavní kouč Vladimir Radenkovič nemohl mužstvo v těchto zápasech vést kvůli výzvě srbské vlády. "Belasí" obě utkání vyhráli (doma 2:1 a venku 2:0 a postoupili dále. Kozák po prvním střetnutí zůstal trenérem i na další soutěžní střetnutí. Ligovou premiéru na lavičce Slovanu Bratislava absolvoval ve druhém kole hraném 27. července 2019 (mezi duely s Feronikeli) v souboji se Zemplínem Michalovce (výhra 3:0). S hráči "belasých" následně postoupil přes klub Dundalk FC z Irska (výhry doma 1:0 a venku 3:1) a řecký tým PAOK Soluň (výhra doma 1:0 a prohra venku 2:3) do skupinové fáze Evropské ligy. Ještě před zápasy s PAOKem uzavřel s vedením roční smlouvu s následnou opcí a stal se tak oficiálně hlavním koučem Slovanu Bratislava. S "Belasými" byl zařazen do základní skupiny K EL, kde jeho svěřenci v konfrontaci s mužstvy Beşiktaş JK (Turecko), SC Braga (Portugalsko) a Wolverhampton Wanderers FC (Anglie) skončili na třetím místě tabulky a do jarního play-off nepostoupili. V březnu 2020 vyhrál anketu trenér roku 2019. Slovanu pomohl k obhajobě titulu z předešlé sezóny 2018/19. S "belasými" ve stejném ročníku triumfoval i ve slovenském poháru a získal tak s týmem „double“.

#### Sezóna 2020/21
V červenci 2020 byl zvolen nejlepším trenérem sezony. O dva měsíce později ho však vedení Slovanu z důvodu neuspokojivých výkonů odvolalo. Na jaře 2021 získal Slovan již třetí ligový primát v řadě a ačkoliv Kozák vedl mužstvo v ročníku 2020/21 jen čtyři ligové zápasy, podíl na tomto úspěchu má.

### FC Košice
V říjnu 2023 se po více než třech letech bez trenérského angažmá stal hlavním koučem tehdejšího nováčka první ligy klubu FC Košice, kde podepsal kontrakt do léta 2026. V průběhu jarní části sezony 2023/24 byl vedením týmu odvolán, Košice tehdy byly na předposledním místě tabulky.

## Úspěchy

### Klubové
1. FC Košice
- 1× vítěz 1. slovenské fotbalové ligy (1997/1998)

FC Artmedia Petržalka
- 2× vítěz 1. slovenské fotbalové ligy (2004/2005, 2007/2008)
- 2× vítěz slovenského poháru (2003/2004, 2007/2008)

ŠK Slovan Bratislava
- 3× vítěz 1. slovenské fotbalové ligy (2008/2009, 2019/2020 – trenér, 2020/2021 – trenér)
- 1× vítěz Slovenský Superpohár (2009)
- 1× vítěz slovenského poháru 2019/2020 – trenér)
- 1× účast v základní skupině Evropské ligy UEFA 2019/20 – třetí místo (trenér)

### Reprezentační
- 1× účast na Mistrovství světa (2010 – osmifinále)